# Seekirch
Seekirch – miejscowość i gmina w Niemczech, w kraju związkowym Badenia-Wirtembergia, w rejencji Tybinga, w regionie Donau-Iller, w powiecie Biberach, wchodzi w skład związku gmin Bad Buchau. Leży w Górnej Szwabii, nad jeziorem Feder, ok. 10 km na zachód od Biberach an der Riß.
Pierwsze wzmianki o Seekirch pochodzą z 805. Gmina jest rzymskokatolicka, znajduje się tu kościół pw. Wniebowstąpienia Najświętszej Marii Panny (St. Mariae Himmelfahrt). Funkcjonuje przedszkole, najbliższa szkoła znajduje się w Alleshausen.

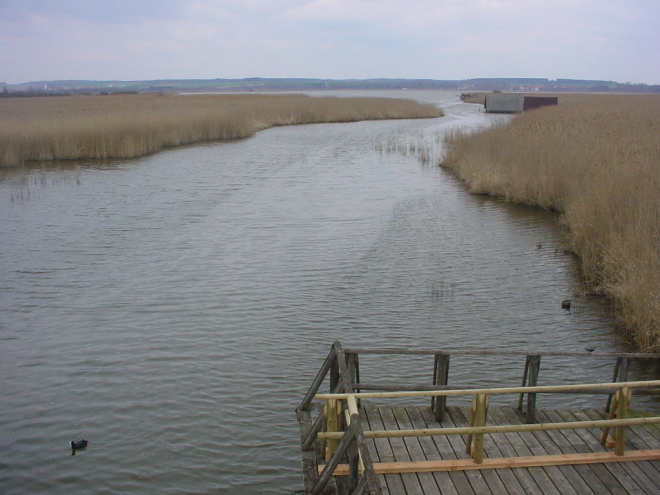
Jezioro Feder